# (24976) Jurajtoth
(24976) Jurajtoth ist ein Asteroid des Hauptgürtels, der am 25. April 1998 von den Astronomen der LONEOS an der Anderson Mesa Station (IAU-Code 688) des Lowell-Observatoriums im Coconino County in Arizona entdeckt wurde.
Der Himmelskörper wurde am 12. Juli 2014 nach dem slowakischen Astronomen Juraj Tóth (* 1975) benannt, dessen Forschungsschwerpunkt die Fragmentation von Meteoriten umfasst, speziell die Leoniden.